# Парламент Ботсваны
Парламент Ботсваны (англ. Parliament of Botswana) — высший законодательный орган Ботсваны.

## Структура Парламента
Согласно статьям 57, 58 Конституции Ботсваны (1966) Парламент состоит из одной палаты Национального собрания и Президента, который по должности является членом данной палаты. Национальное собрание состоит из 57 членов, избираемых гражданами. Ассамблея считается правомочной при наличии не менее 1/3 членов (статья 73 Конституции Ботсваны). Пассивным избирательным правом на выборах Национального собрания обладают граждане Ботсваны, достигшие возраста 18-ти лет, зарегистрированные в качестве избирателей, не страдающие немотой, слепотой или не имеющие иных физических недостатков, если указанные недостатки не дают возможности принимать участие в деятельности Ассамблеи, а также способные читать на английском языке.
В Парламенте формируются постоянные и временные комитеты по направлениям его работы, состоящие из членов Парламента.
Как самостоятельная единица аппарат Парламента не выделяется; работа Парламента обеспечивается Парламентским Советом, парламентским приставом, Департаментом по связям с общественностью, а также техническими и технологическими подразделениями (библиотека, бухгалтерия, IT, медицинское обеспечение и т. п.).

## Состав

### Нынешний состав
| Партия                      | Места | Места |
| --------------------------- | ----- | ----- |
| Демократическая партия      |       | 41    |
| Президент Ботсваны          |       | 1     |
| Беспартийные                |       | 1     |
| Партия ботсванский конгресс |       | 2     |
| Зонт демократии             |       | 17    |
| Всего                       | 63    | 63    |

### Состав по годам
| Партия                           | Год выборов | Год выборов | Год выборов | Год выборов | Год выборов | Год выборов | Год выборов | Год выборов | Год выборов | Год выборов |
| Партия                           | 1965        | 1969        | 1974        | 1979        | 1984        | 1989        | 1994        | 1999        | 2004        | 2009        |
| -------------------------------- | ----------- | ----------- | ----------- | ----------- | ----------- | ----------- | ----------- | ----------- | ----------- | ----------- |
| Демократическая партия           | 28          | 24          | 27          | 29          | 29          | 31          | 27          | 33          | 44          | 45          |
| Ботсванская национальная партия  | -           | 3           | 2           | 2           | 4           | 3           | 13          | 6           | 12          | 6           |
| Ботсванская народная партия      | 3           | 3           | 2           | 1           | 1           | -           | -           | -           | -           | -           |
| Ботсванская партия независимости | -           | 1           | 1           | -           | -           | -           | -           | -           | -           | -           |
| Партия ботсванский конгресс      | -           | -           | -           | -           | -           | -           | -           | 1           | 1           | 4           |
| Движение ботсванский альянс      | -           | -           | -           | -           | -           | -           | -           | -           | -           | 1           |
| Беспартийные                     | -           | -           | -           | -           | -           | -           | -           | -           | -           | 1           |
| Всего                            | 31          | 31          | 32          | 32          | 34          | 34          | 40          | 40          | 57          | 57          |

## Полномочия Парламента
Законы, принимаемые Парламентом, именуются Актами (часть 7 статьи 87 Конституции Ботсваны).
На официальном сайте Парламента декларированы следующие принципы его деятельности:
- политическая нейтральность;
- открытость и гласность;
- единство;
- эффективность;
- подотчетность.

Палата вождей является консультативным органом и не входит в состав парламента.